# تونغشانغ
تونغشانغ (بالصينية: 桐城) هي مدينة من مدن الصين.